# 焦园乡
焦园乡，是中华人民共和国山東省菏泽市东明县下辖的一个乡镇级行政单位。

## 行政区划
焦园乡下辖以下地区：
张营村、后黄集村、于楼村、南娄寨村、闫潭村、王庄东村、王庄西村、甘堂村、南张庄村、大黄庄村、黄夹堤村、郭堂村、朱口村、娄寨村、吕寨村、胡寨村、辛庄村、王夹堤村、徐夹堤村、温寨村、单寨村、马厂村、荆南村、荆东村、荆西村、大王寨村、焦元村、汤庄村、石香炉村、郑寨村、大李庄村和小李庄村。